# (5440) Terao
(5440) Terao est un astéroïde de la ceinture principale.

## Description
(5440) Terao est un astéroïde de la ceinture principale. Il fut découvert le 16 avril 1991 à Dynic par Atsushi Sugie. Il présente une orbite caractérisée par un demi-grand axe de 2,17 UA, une excentricité de 0,14 et une inclinaison de 4,6° par rapport à l'écliptique.

## Compléments